# Stadion Al Zamalek

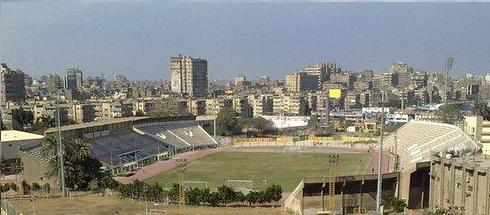
Stadion Al Zamalek

Stadion Al Zamalek (znany również jako Stadion Hassana Helmiego) – wielofunkcyjny stadion sportowy w Kairze wykorzystywany głównie do gry w piłkę nożną. Był głównym stadionem drużyny Al Zamalek zanim ta przeniosła się na Cairo International Stadium. Pojemność stadionu wynosi 20,000, lecz czasem frekwencja dochodziła na nim do 40.000 osób.